# 芬蘭戰爭
芬蘭戰爭（瑞典語：Finska kriget）是在1808年2月至1809年9月期間於芬蘭地區爆發的一場戰爭，參戰國家為瑞典帝國及俄羅斯帝國。最後瑞典戰敗，其東部的三成領土被割讓，成為附庸於俄羅斯帝國的芬蘭大公國。

## 背景
俄羅斯沙皇亞歷山大一世與拿破崙簽署《提爾西特條約》後，他建議瑞典國王古斯塔夫四世應該加入大陸封鎖。
與此同時，英國皇家海軍襲擊哥本哈根，展開英俄戰爭。英國照1780年和1800年的條約，要求古斯塔夫關閉波羅的海所有外國軍港。但瑞典國王回答說，只要法國人控制著波羅的海主要港口之前，他們就不可能達到目的。

## 1808年2月 - 5月

芬蘭戰爭在1808年2月爆發

1808年3月至5月的戰況

1808年2月21日，在弗里德里·威廉·馮·布克霍夫登的帶領下24 000名俄軍士兵越過邊界，奪取塔瓦斯胡什。瑞典對這次襲擊毫無準備，直到四月才宣戰。約有19000名瑞典軍駐紮在芬蘭的各個堡壘中，其餘軍隊由於擔心遭到丹麥的襲擊而無法離開瑞典南部。
3月，俄羅斯人攻陷庫奧皮奧、韃靼風琴、雅各布斯塔德、斯瓦爾特霍爾姆、赫爾辛夫、漢科與哥德蘭和奧蘭群島。 
4月，俄羅斯人受到挫敗，來自哥德蘭和奧蘭群島居民支持的瑞典，迫使俄國的維希上校及其駐軍投降。5月26日，英國艦隊進入哥德堡，但與瑞典國王交惡。

## 1808年8月 - 9月

1808年冬季至1809年夏季

1808年5月至10月的戰況

俄羅斯人獲得大量增援後，他們的人數增至55,000人，而瑞軍則達36,000人。8月14日，俄軍發起新的進攻。
俄國的11000強軍隊於9月1日在庫爾丹（9月1日）、薩爾米（9月2日）和奧拉瓦伊斯（9月14日）取得更重要的勝利。在芬蘭東部，芬蘭游擊隊運動逐漸消失。

## 1809年冬季

戰爭結果

當時俄羅斯軍隊已經佔領芬蘭全境。9月17日，簽署《弗雷德里克港和约》，瑞典軍隊被迫離開芬蘭。

## 註腳
1. 1 2  Hornborg 1955，第261頁.